# Hastula filmerae
Hastula filmerae é uma espécie de gastrópode do gênero Hastula, pertencente a família Terebridae.